# 達哈爾區
達哈爾區是索馬利亞的一個區級行政區。此區曾為索馬利蘭共和國萨纳格州的一部分，2007年7月1日此區成為剛獨立的马希尔国的一部分，2009年1月马希尔国被併入索馬利亞的邦特蘭國。首府為達哈爾。

## 外部鏈結
- 達哈爾在Google地圖上的位置